# مقاطعة هانكوك (فرجينيا الغربية)
مقاطعة هانكوك هي مقاطعة في فيرجينيا الغربية، بلغ عدد سكانها 30٬676  نسمة، في 2010، عاصمتها نيو كمبرلاند، تبلغ مساحتها 229 كيلومتر مربع.

## الموقع
تشترك في الحدود مع:
- مقاطعة بيفر
- مقاطعة واشنطن.